# 5670 Rosstaylor
5670 Rosstaylor eller 1985 VF2 är en asteroid i huvudbältet som upptäcktes den 7 november 1985 av det amerikanska astronom paret Eugene M. och Carolyn S. Shoemaker vid Palomar-observatoriet. Den är uppkallad efter den nyzeeländska geologen Stuart Ross Taylor.
Asteroiden har en diameter på ungefär 29 kilometer.